# 신경다윈론
신경 다윈론(Neural Darwinism)은 제럴드 에델만이 제창한 뇌 기능에 대한 이론이며, 1978년 처음으로 그의 저서 <Mindful Brain>에서 등장하였다. 1987년 저서 《신경다윈론 - 신경군 선택론》 ( Neural Darwinism – The Theory of Neuronal Group Selection)이라는 책을 출간하면서 그 내용이 확대되었다.
1972년 에델만은 영국의 로드니 포터와 공동으로 노벨 생리학·의학상을 받았다. 그의 공로는 외부 항원과 결합되는 림프구가 항원을 발견하면 어떻게 그 특정 항원에 맞춰 복제 증식하여 개체수를 늘릴 수 있을지에 관한 면역학 연구였다. 특히 이 연구로 인간의 몸은 그 일부분에서 벌어진 항원의 침입을 인식하고 그에 맞춰 복합적응계를 구축할 수 있음을 입증하였다. 에델먼은 이와 같은 인식 선택 체계를 신경학과 신경과학, 그리고 신경다윈론으로 넓혀 이른바 '신경군 선택'이라는 이론을 주체하였다.

## 같이 보기
- 다윈주의
- 진화심리학
- 유전 프로그래밍
- 장기강화
- 밈
- 보편적 다윈이론